# Micaria tersissima
Micaria tersissima (лат.) — вид пауков рода Micaria из семейства гнафозиды (Gnaphosidae).

## Описание
Мелкие наземные пауки, длина тела около 3 мм. Micaria tersissima отличается от других афротропических Micaria тем, что у него темно-коричневые ноги и карапакс, а брюшко черное с двумя белыми пятнами посередине. Передний край брюшка усечен, а на ногах III и IV имеется белая продольная срединная полоса. Спермопроток у самцов имеет характерный изгиб в заднебоковой базальной части протока и три удлиненных шипа перед эмболусом. У самцов у ног I и II только бедра темные; у ног III и IV бедра до метатарзусов темные, с белыми продольными полосами по спине, лапки светлого цвета; стернум, нижняя губа, эндиты и хелицеры того же цвета, что и карапакс. Самки неизвестны.

## Классификация
Вид впервые описал в 1910 году французский зоолог Эжен Симон, а его валидный статус подтвердили в 2021 году южноафриканские арахнологи Руан Боойсен и Чарльз Хаддад (Department of Zoology and Entomology, University of the Free State, Блумфонтейн, ЮАР) по типовым материалам из Африки.

## Распространение
Африка: Северо-Капская провинция, ЮАР.